# 八木日出雄
八木 日出雄（やぎ ひでお、1899年（明治32年）8月18日 - 1964年（昭和39年）5月6日）は日本の医学者、医師（産婦人科医）。
岡山大学教授、同大医学部長、1958年-1962年まで第3代学長などを歴任した。

## 経歴
兵庫県出身。
旧制第三高等学校、京都帝国大学を卒業し、旧制岡山醫科大学教授に招かれ産婦人科教室を主宰した。
新制岡山大学に移行し、同医学部教授となる。昭和32年8月医学部長、翌33年6月1日より昭和37年5月31日まで岡山大学長（第3代）に就任。
第三高等学校在学時代からエスペラントに惹かれ、普及のための講演活動に従事したが、生涯継続した。1962年から1964年まで、世界エスペラント協会会長を務めた。